# 小斯渥克爾松·卡爾松
斯渥克爾二世（瑞典語：Sverker den yngre 或 Sverker Karlsson；1167年前—1210年7月17日），斯渥克爾王朝的瑞典國王（1196年－1208年在位）。斯渥克爾王朝開創者斯渥克爾一世的孫子、卡爾七世與妻子克里斯蒂娜·斯蒂格斯多塔·維德之子。

## 生平
1167年4月12日，父親卡爾七世在維辛索被埃里克九世之子克努特一世的支持者弒殺，克努特一世成為國王。卡爾七世死後，年幼的斯渥克爾由母親帶到丹麥撫養，叔父布里斯萊夫·斯渥克爾松及科爾·斯渥克爾松一同在東約特蘭反對克努特一世的統治，可惜二人分別在1169年及1173年與克努特一世戰鬥時死亡。
1196年，克努特一世逝世，他的兒子全是小孩，斯渥克爾二世竟然因獲得權貴比爾布沙的支持在沒有爭論的情況下被選為國王，而他亦於其後與比爾布沙的女兒英格耶德·比爾耶斯多塔結婚。因為斯渥克爾松二世是於丹麥長大，他的統治傾向丹麥化。1202年，比爾布沙逝世，斯渥克爾二世將公爵之位傳給比爾布沙只有1歲的外孫約翰一世，即斯渥克爾二世與英格耶德·比爾耶斯多塔的兒子以加強他的繼承人地位。1203年，克努特一世的四名兒子因為要求王位繼承權而被斯渥克爾二世逐出瑞典出走挪威，從此斯渥克爾二世的王位不穩。1205年，在挪威的反對派支持下克努特一世的兒子們回國展開王位爭奪戰，但是他們在艾爾加羅斯之戰中被斯渥克爾二世打敗，除了埃里克十世，其餘三人被殺。其後終於在1208年1月31日發生的萊納之戰被挪威支持的埃里克十世打敗，斯渥克爾二世被廢黜及流放丹麥。斯渥克爾二世在教皇諾森三世及丹麥的支持下回國爭位，但是在1210年在耶斯蒂爾倫之戰陣亡。